# Basilosaurinae
Basilosaurinae — підродина археоцетних китоподібних, що містить два роди: Basilosaurus і Basiloterus. Для них характерні подовжені дистальні грудні хребці, поперековий і проксимальний крижово-куприковий відділи. Усі відомі представники підродини більші за своїх родичів з підродини Dorudontinae, за винятком Cynthiacetus.
У 2013 році Угеном була визнана недійсною підгрупою Basilosauridae.

## Класифікація
- підродина Basilosaurinae
  - рід Basilosaurus
    - Basilosaurus cetoides
    - Basilosaurus isis

  - рід Basiloterus
    - Basiloterus hussaini